# Mylanie Barre
Mylanie Barre, född den 25 juli 1979 i Budapest, Ungern, är en kanadensisk kanotist.
Hon tog bland annat VM-brons i K-2 1000 meter i samband med Sprintvärldsmästerskapen i kanotsport 2003 i Gainesville, Georgia.